# 心叶野靛棵
心叶野靛棵（学名：Mananthes cardiophylla），为爵床科野靛棵属下的一个植物种。